# Villa Parigi Corbinelli

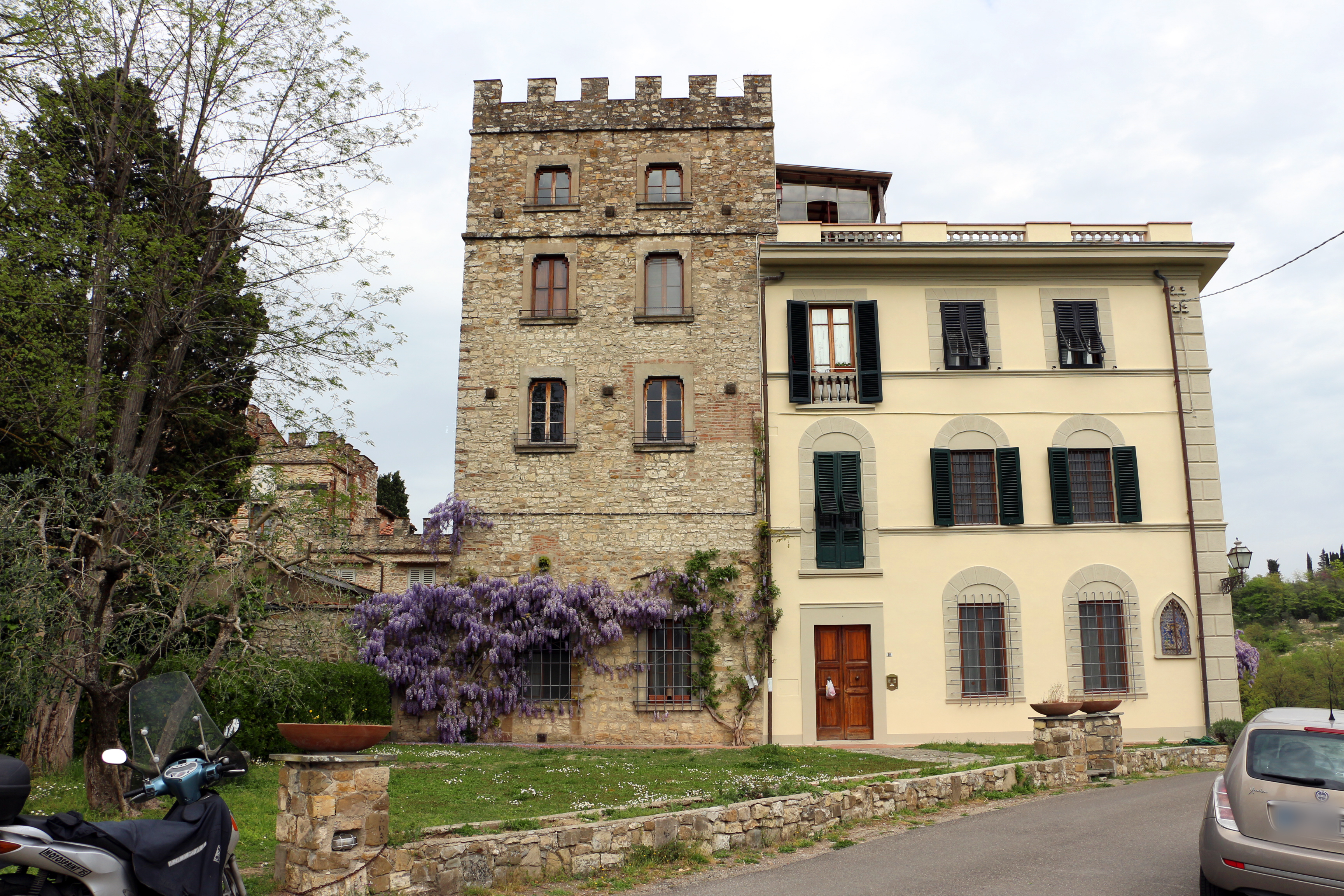
Villa I Parigi Corbinelli

La residenza Parigi Corbinelli si trova in via della Luigiana, 12 in zona Galluzzo, a Firenze.

## Storia
Nel 1428 Lorenzo di Parigi Corbinelli fece dono dell'acqua che scaturisce da questo podere ai monaci della vicina certosa. Nei primi anni del XVI sec. la casa fu ceduta agli Antinori e cominciò ad assolvere a funzioni rurali sempre più legate alla produzione di vino, olio, cereali e foraggio; a questa e a successive epoche risalgono infatti gli edifici annessi all'antico nucleo costruiti ad uso dei pigionali. Nell'Ottocento la proprietà passò ai Bartolomei e poi ai Passerini. Dal 1918 la casa è proprietà della famiglia che tuttora vi risiede.

## Descrizione
I Parigi Corbinelli è costituito da un vasto complesso, il cui nucleo più antico risale alla fine del XIV secolo e che mantiene intatto e ben visibile l'aspetto di torre medievale. Inizialmente la posizione della casa si prestava ad esigenze di controllo militare del territorio e a partire dal 1427 la casa munita fu residenza di Tommaso, figlio di Parigi appartenente ai Corbinelli: famiglia patrizia dell'epoca il cui stemma è ancora presente sui portali.